# Schatt (Einheit)
Das Schatt war eine Masseneinheit für Honig um  Lüneburg.
- 1 Schatt = 1/32 Tonne etwa 9,38 Pfund
- 1 Tonne Honig = 300 Pfund[1]